# Teruhiro Sugimori

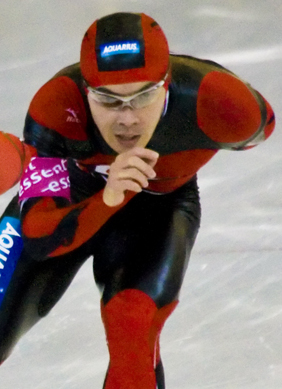
Teruhiro Sugimori in 2009

Teruhiro Sugimori (Japans: 杉森 輝大, Sugimori Teruhiro) (Taiki (Subprefectuur Tokachi), 15 oktober 1982) is een Japanse langebaanschaatser, met een specialisatie op de middellange afstanden.
Op de Olympische Winterspelen in Turijn deed hij mee aan de 1500 meter, waarop hij 24e werd en aan de ploegenachtervolging, waarin hij met zijn land de 8e plaats bereikte. In het seizoen 2008-2009 werd hij Japans kampioen op de 1500 meter en versloeg daarbij regerend kampioen Hiroki Hirako.

## Persoonlijke records
| Afstand     | Tijd     | Datum            | Baan           |
| ----------- | -------- | ---------------- | -------------- |
| 500 meter   | 36,70    | 3 oktober 2009   | Salt Lake City |
| 1000 meter  | 1.09,04  | 13 december 2009 | Salt Lake City |
| 1500 meter  | 1.45,49  | 11 december 2009 | Salt Lake City |
| 3000 meter  | 3.53,05  | 23 februari 2008 | Nagano         |
| 5000 meter  | 6.54,54  | 30 oktober 2004  | Nagano         |
| 10000 meter | 15.06,56 | 22 december 2005 | Nagano         |

## Resultaten
| Jaar | WK Afstanden     | Olympische Spelen                    |
| ---- | ---------------- | ------------------------------------ |
| 2006 |                  | 24e 1500m 8e achtervolging           |
| 2007 | 22e 1500m        |                                      |
| 2008 | 5e achtervolging |                                      |
| 2009 | 21e 1500m        |                                      |
| 2010 |                  | 26e 1000m 26e 1500m 8e achtervolging |